# Grafing bei München

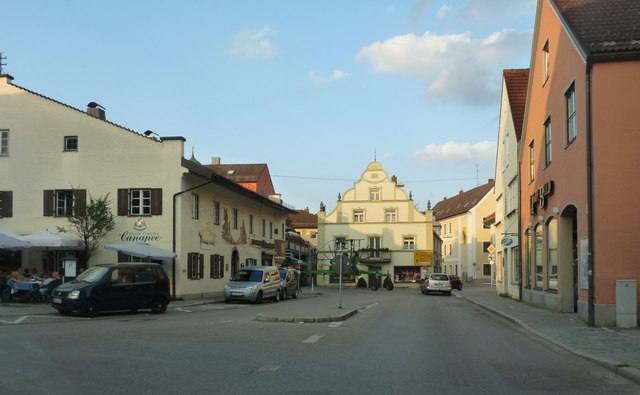
Grafing bei München

Grafing bei München este un oraș din districtul Ebersberg, regiunea administrativă Bavaria Superioară, landul Bavaria, Germania.

## Orașe înfrățite
- Saint-Marcellin, Franța din  1993